# Оленьє Болото
Оле́ньє Болото (рос. Оленье Болото) — присілок в Сарапульському районі Удмуртії, Росія.
Урбаноніми:
- вулиці — Бузкова, Горобинова, Зелена, Миру, Молодіжна, Озерна, Польова, Пушкінська

## Населення
Населення становить 444 особи (2010, 394 у 2002).
Національний склад (2002):
- росіяни — 86 %